# Robert Maxwell, 4. Earl of Nithsdale
Robert Maxwell, 4. Earl of Nithsdale (* Januar 1628; † vor dem 23. März 1683 in Edinburgh), war ein schottischer Adliger.

## Leben
Er war der älteste Sohn des John Maxwell, 3. Earl of Nithsdale, aus dessen Ehe mit Elisabeth Gordon, einer Schwester des John Gordon, 1. Viscount of Kenmure.
1661 war er Kommissar für die Eintreibung von Verbrauchssteuer. Ab 1667 diente er als Lieutenant in einem Reiterregiment der schottischen Armee. 1667 und 1678 war er Kommissar für den Heeresnachschub sowie 1673 und 1677 mit der Verhaftung von Rebellen und Covenanters beauftragt.
Beim Tod seines Vaters im Jahr 1677 erbte er dessen Adelstitel als 4. Earl of Nithsdale, 12. Lord Maxwell und 8. Lord Herries of Terregles.
Am 25. März 1669 heiratete er Lady Lucy Douglas († 1713), eine Tochter des William Douglas, 1. Marquess of Douglas. Mit ihr hatte er einen Sohn und Erben, William Maxwell, 5. Earl of Nithsdale (1676–1744), sowie zwei Töchter, Lady Mary Maxwell (um 1671–1759), die Charles Stewart, 4. Earl of Traquair heiratete, und Lady Anne Maxwell, die jung starb.
Er selbst starb kurz vor dem 23. März 1683 in Edinburgh und wurde in Terregles begraben.